# MySQL AB
MySQL AB va ser una empresa de programari sueca fundada el 1995. Va ser adquirida per Sun Microsystems el 2008, que al seu torn va ser adquirida per Oracle Corporation el 2010. MySQL AB va crear MySQL, un sistema de gestió de bases de dades relacionals, així com de productes relacionats com ara MySQL Cluster . L'empresa tenia dues seus a Uppsala, Suècia, i Cupertino, Califòrnia, amb oficines en altres països ( França (París), Alemanya (Munic), Irlanda (Dublín), Itàlia (Milà) i Japó (Tòquio) ).
MySQL AB tenia 400 empleats en 25 països, i empreses de model de codi obert . Al voltant del 70% dels empleats eren treballadors remots.
Juntament amb Linux, Apache i PHP, el servidor MySQL forma un dels components bàsics de la tecnologia LAMP . L'empresa va afirmar tenir més de 5 milions d'instal·lacions de MySQL i més de 10 milions de descàrregues de productes el 2004.